# Groupe Synlab
Le Groupe SYNLAB est un fournisseur international de diagnostics médicaux humains, vétérinaires ainsi que dans l'analyse environnementale et l'industrie pharmaceutique. La société est née de la fusion des deux fournisseurs de diagnostics médicaux Labco et synlab en 2015. Basée à Munich, en Allemagne, la société est présente dans plus de 30 pays sur quatre continents et emploie environ 27 000 salariés dont 3 000 en France. L'entreprise a réalisé un chiffre d'affaires d'environ 2,6 milliard d'euros en 2023.

## Activités
La société fournit des services de diagnostic pour la médecine humaine ainsi que pour l'analyse environnementale et pour l'industrie pharmaceutique. Les laboratoires SYNLAB examinent chaque année 450 millions d'échantillons (par exemple urine, sang, tissus, sol, eau potable) sur la base d'environ 5 000 paramètres d'essai différents. Environ 50 nouveaux paramètres sont ajoutés chaque année.
Le groupe a remporté un appel d'offres pour un service de pathologie centralisé pour servir le Guy's and St Thomas 'NHS Foundation Trust, le King's College Hospital NHS Foundation Trust, le South London et le Maudsley NHS Foundation Trust, l'Oxleas NHS Foundation Trust et le Royal Brompton and Harefield NHS Foundation Trust pendant 15 ans en janvier 2020 pour un contrat de £2,25 milliards de livres sterling.

## Gestion
Mathieu Floreani est le PDG du groupe SYNLAB, qui est passé de DHL à SYNLAB en 2018. L'ancien PDG et cofondateur de synlab, le Dr Bartl Wimmer a pris sa retraite de ce poste fin mars 2018. Les autres membres de la direction sont le Dr Santiago Valor (médecin en chef), Sami Badarani (directeur financier), Robert Steinwander (chef de l'exploitation), Luis Vieira (directeur de la stratégie) et le Dr Stuart Quin (directeur commercial).

## Histoire
En 1998, avec ses partenaires, le Dr Bartl Wimmer a fondé synlab GmbH à Augsbourg, en Allemagne, en tant qu '«association de médecins de laboratoire indépendants». En 2010, synlab a repris les deux laboratoires Futurelab et Fleming Labs, qui ont posé les bases de plusieurs autres acquisitions. Synlab a été acquise par l'investisseur européen de capital-investissement Cinven en 2015.
Labco SA a été fondée en 2004 par un groupe de biologistes français en collaboration avec neuf laboratoires français. En 2007, Labco a repris General Lab en Espagne et au Portugal. En août 2015, la société a été acquise par l'investisseur financier européen Cinven.
Depuis fin 2015, les deux sociétés travaillent ensemble au sein du groupe SYNLAB.